# Michelle Bolsonaro
Michelle de Paula Firmo Reinaldo, coniugata Bolsonaro (Ceilândia, 22 marzo 1982), è un'attivista brasiliana, moglie del presidente brasiliano Jair Bolsonaro e 37ª Primeira-dama del Brasile.

## Biografia
Nata e cresciuta a Ceilândia, regione amministrativa del Distretto Federale, Michelle de Paula è figlia di Maria das Graças Firmino e Vicente de Paulo Firmino. Il padre è un autista di autobus in pensione, il cui soprannome, "Paulo Negão", è diventato noto a livello nazionale nei discorsi di Jair Bolsonaro per difendersi dalle accuse di razzismo. I genitori si sono trasferiti nella capitale del paese negli anni settanta e si sono separati quando lei era ancora una bambina.
Ha due fratellastri da parte del padre: Carlos Eduardo Antunes Torres (nato nel 1986), che è un fotografo, cameraman e autista di Uber, e Diego Torres Reinaldo (nato nel 1988), componente dell'Aviazione brasiliana. Il padre e la matrigna di Michelle, Mais Torres, sono proprietari di una piccola impresa di produzione e promozione di eventi.
Michelle è cresciuta a Ceilândia Norte, un quartiere periferico, in una casa improvvisata sul retro di un complesso appartenuto alla famiglia della madre. Ha un diploma di scuola superiore conseguito attraverso il corso di educazione riservato agli adulti in quanto aveva bisogno di contribuire alle spese domestiche della famiglia. Ha lavorato a Brasilia come promotrice di eventi che forniscono servizi a diverse aziende, ha lavorato in un negozio di abbigliamento e in un supermercato, ha fatto anche la modella prima di trovare un impiego alla Camera dei Deputati. Si è iscritta anche all'università, facoltà di farmacia, senza sostenere mai un esame.

### Attivismo
Attivista ed ex educatrice per sordi in Brasile, ha tenuto un discorso ufficiale, durante la cerimonia dell'insediamento del marito del 1º gennaio 2019, nella lingua dei segni brasiliana.

### Carriera politica
Ha lavorato come segretaria parlamentare della Camera dei deputati del Brasile dal 2006. Prima nell'ufficio parlamentare di Vanderlei Assis (PP-SP), sottoposto a una commissione parlamentare d'inchiesta sullo scandalo "Bloodsuckers", quindi in quello di Marco Aurélio Ubiali (PSB-SP). Nel giugno 2007 Michelle è nominata per la stessa posizione nella direzione del Partito Progressivo (PP), rimanendo fino a settembre. In questo periodo ha avuto il primo incontro con il suo futuro marito, poi diventato deputato federale del partito. All'epoca lei aveva 25 anni e lui 52. Racconterà: "Tutto è cominciato quando ci siamo visti per la prima volta, nella stanza di Jair. Non ci è voluto molto tempo per essere certi che volevamo vivere una vita insieme".
Quando Michelle incontra Bolsonaro, egli è già separato dalla sua seconda moglie, Ana Cristina Valle (la prima è stata Rogéria Bolsonaro). Il 18 settembre 2007 Michelle diventa segretaria parlamentare di Bolsonaro. Solo nove giorni più tardi, i due firmano un accordo prematrimoniale da un notaio di Brasilia. Nel novembre 2017 registrano la loro unione civile e lei aggiunge il cognome Bolsonaro al suo. Michelle diventa così ufficialmente la terza moglie di Bolsonaro.
Come fidanzata e moglie di Bolsonaro, ha lavorato nel suo staff per 1 anno e 6 mesi, periodo in cui è stata promossa e il suo stipendio è aumentato: inizialmente, al momento dell'assunzione nell'ufficio di Bolsonaro, era di R $ 6 010,00; sette mesi più tardi, dopo il matrimonio, era stata promossa ricevendo uno stipendio di 8 040,00 reais. Il 29 agosto 2008 il Supremo tribunale federale ha vietato l'assunzione di parenti fino al terzo grado nella pubblica amministrazione. Questa misura ha influito sul lavoro della signora Bolsonaro, ormai moglie di un membro del Parlamento. Il conseguente licenziamento si è verificato il 3 novembre 2008, con effetti amministrativi contabilizzati dal 31 ottobre di quell'anno.

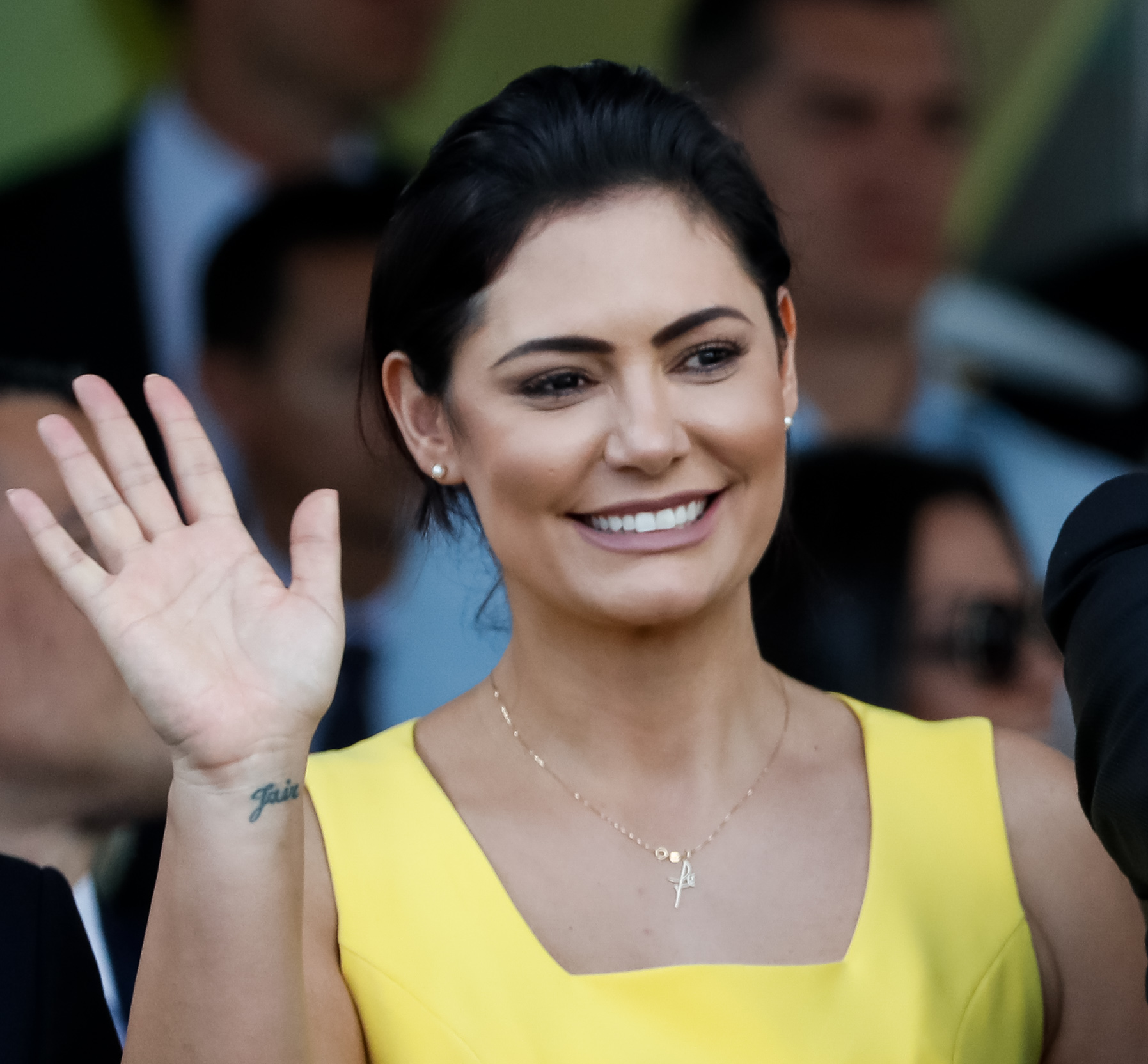
Michelle Bolsonaro durante la parata dell'Indipendenza del Brasile il 7 settembre 2019 a Brasilia

Durante gran parte della campagna elettorale per l'elezione presidenziale di Bolsonaro, Michelle non si impegna attivamente in manifestazioni a sostegno della candidatura del marito, mantenendosi discreta e riservata. La sua prima apparizione pubblica in un annuncio elettorale avviene il 25 ottobre 2018, tre giorni prima del secondo turno delle elezioni del 2018 tra Bolsonaro e Fernando Haddad. Dopo i risultati delle elezioni, la stessa notte del 28 ottobre è trasmessa la prima intervista di Michelle Bolsonaro per RecordTV, realizzata dal giornalista Eduardo Ribeiro. Nell'intervista la nuova first lady afferma di voler continuare a svolgere il suo lavoro aiutando le persone disabili.

## Vita privata
È la terza moglie del presidente brasiliano Jair Bolsonaro. Ha una figlia, Laura, avuta con lo stesso presidente, e un'altra figlia, nata nel 2002 e avuta dal matrimonio precedente con Marcos Santos da Silva.